# Onthophagus lemagneni
Onthophagus lemagneni är en skalbaggsart som beskrevs av D'orbigny 1902. Onthophagus lemagneni ingår i släktet Onthophagus och familjen bladhorningar. Inga underarter finns listade i Catalogue of Life.